# Allan Clarke
Allan John Clarke (ur. 31 lipca 1946 w Willenhall) – angielski piłkarz i trener. 19-krotny reprezentant Anglii. W reprezentacji strzelił 10 bramek. Uczestnik Mistrzostw Świata z roku 1970.

## Kariera zawodnicza

### Kariera klubowa
Allan Clarke jest wychowankiem klubu Walsall, gdzie debiutował w wieku 16 lat. Następnie był zawodnikiem Fulham. W 1968 roku podpisał kontrakt z Leicester City, które pozyskało go za 150 tysięcy funtów. W drużynie tej spędził jeden sezon. Wystąpił w tym czasie w finale Pucharu Anglii, w którym Leicester przegrał z Manchesterem City 0:1. 24 czerwca 1969 przeszedł za 165 tysięcy funtów do Leeds United, które wtedy trenował Don Revie. W sumie w tej drużynie rozegrał 273 ligowych spotkań, w których zdobył 110 goli. W tym czasie zdobył Tarczę Wspólnoty, Puchar Miast Targowych, Puchar Anglii, Mistrzostwo Anglii oraz był w finale Ligi Mistrzów. Karierę piłkarską zakończył w 1980 roku, grając w barwach Barnsley. Był wtedy dodatkowo trenerem tej drużyny.

### Kariera reprezentacyjna
W 1970 roku Clarke został powołany na Mistrzostwa Świata 1970 w Meksyku. W swoim debiucie strzelił bramkę z rzutu karnego, w wygranym 1:0 meczu z Czechosłowacją.
17 października 1973 roku Clarke wystąpił w historycznym dla reprezentacji Polski meczu eliminacyjnym do Mistrzostw Świata na Wembley, strzelając bramkę z rzutu karnego.

## Kariera trenerska
W 1978 roku został grającym trenerem Barnsley. W 1980 roku powrócił, tym razem jako trener, do Leeds United, gdzie wcześniej odnosił sukcesy jako piłkarz. Niestety, tym razem nie poszło mu najlepiej i już w swym drugim sezonie w tym zespole Leeds zajęło ostatnią pozycję w lidze, przez co spadło na zaplecze ekstraklasy angielskiej. 25 czerwca 1982 Clarke został zwolniony z klubu. Kolejnymi zespołami, które trenował były: Scunthorpe United, ponownie Barnsley i Lincoln City. W 1990 roku skończył karierę trenerską.

## Statystyki
| Sezon   | Klub           | Liga            | Liga | Liga | FA Cup | FA Cup | Puchar Ligi | Puchar Ligi | Europ. puch. | Europ. puch. | Łącznie | Łącznie |
| Sezon   | Klub           | Liga            | Wys  | Gole | Wys    | Gole   | Wys         | Gole        | Wys          | Gole         | Wys     | Gole    |
| ------- | -------------- | --------------- | ---- | ---- | ------ | ------ | ----------- | ----------- | ------------ | ------------ | ------- | ------- |
| 1963/64 | Walsall        | Third Division  | 5    | 0    |        |        |             |             |              |              |         |         |
| 1964/65 | Walsall        | Third Division  | 43   | 23   |        |        |             |             |              |              |         |         |
| 1965/66 | Walsall        | Third Division  | 24   | 18   |        |        |             |             |              |              |         |         |
| 1965/66 | Fulham         | First Division  | 8    | 1    |        |        |             |             |              |              |         |         |
| 1966/67 | Fulham         | First Division  | 42   | 24   |        |        |             |             |              |              |         |         |
| 1967/68 | Fulham         | First Division  | 36   | 20   |        |        |             |             |              |              |         |         |
| 1968/69 | Leicester City | First Division  | 36   | 12   |        |        |             |             |              |              |         |         |
| 1969/70 | Leeds United   | First Division  | 28   | 17   |        |        |             |             |              |              |         |         |
| 1970/71 | Leeds United   | First Division  | 41   | 19   |        |        |             |             |              |              |         |         |
| 1971/72 | Leeds United   | First Division  | 35   | 11   |        |        |             |             |              |              |         |         |
| 1972/73 | Leeds United   | First Division  | 36   | 18   |        |        |             |             |              |              |         |         |
| 1973/74 | Leeds United   | First Division  | 34   | 13   |        |        |             |             |              |              |         |         |
| 1974/75 | Leeds United   | First Division  | 34   | 14   |        |        |             |             |              |              |         |         |
| 1975/76 | Leeds United   | First Division  | 36   | 11   |        |        |             |             |              |              |         |         |
| 1976/77 | Leeds United   | First Division  | 20   | 4    |        |        |             |             |              |              |         |         |
| 1977/78 | Leeds United   | First Division  | 9    | 3    |        |        |             |             |              |              |         |         |
| 1978/79 | Barnsley       | Fourth Division | 34   | 12   |        |        |             |             |              |              |         |         |
| 1979/80 | Barnsley       | Third Division  | 13   | 3    |        |        |             |             |              |              |         |         |
| Łącznie | Łącznie        | Łącznie         | 500  | 227  |        |        |             |             |              |              |         |         |

## Sukcesy

### Leeds United
- Zwycięstwo
  - Tarcza Wspólnoty: 1969
  - Puchar Miast Targowych: 1971
  - Puchar Anglii: 1972
  - Premier League: 1974
- Drugie miejsce
  - Puchar Anglii: 1969, 1970, 1973
  - Tarcza Wspólnoty: 1974
  - Liga Mistrzów: 1975